# Pygméhök
Pygméhök (Microspizias superciliosus) är en amerikansk fågel i familjen hökar inom ordningen hökfåglar. Tillsammans med afrikanska dvärghöken är den minst i familjen.

## Utseende och läten
Pygméhöken är som namnet antyder en mycket liten rovfågel. Med kroppslängden 21–28 cm konkurrerar den med afrikanska dvärghöken (Accipiter nanus) om att vara den minsta rovfågeln. Hanen är gråbrun ovan, undertill vit med sotfärgade tvära band, dock ej på strupen. Kinderna är ljusa och hjässan mörk. Honan och ungfågeln är brunare ovan och tvärbandningen undertill är istället brun till rostbrun. I flykten syns bandade vingundersidor. Liknande halsbandshöken (M. collaris) har en ljus halskrage, mer sparsam bandning under och fläckade kinder. Flykten är snabb med grunda vingslag och få glid. Lätet är ett gällt "wék-wék-wék-wék".

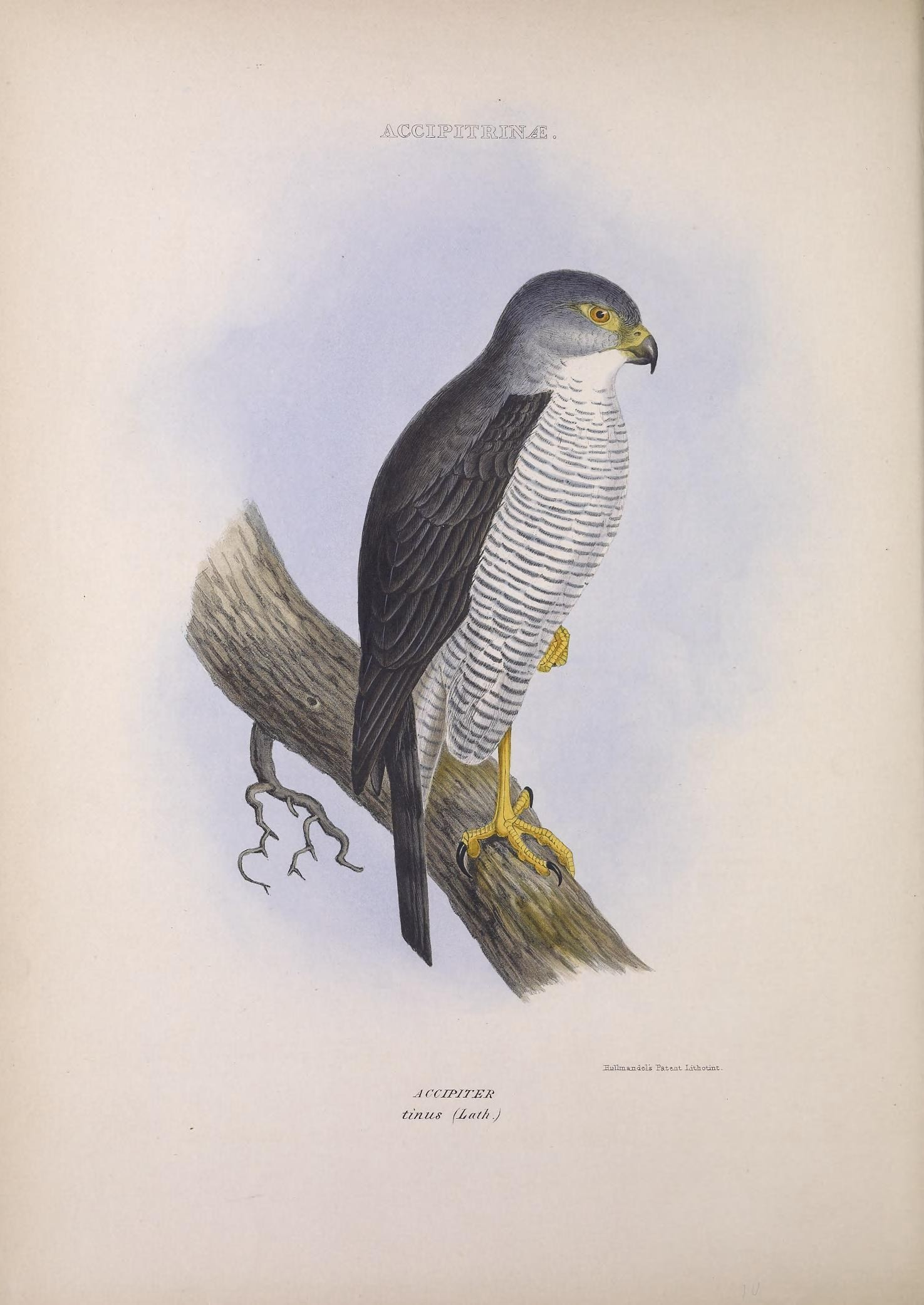

## Utbredning och systematik
Pygméhöken förekommer från Nicaragua i Centralamerika till Argentina i Sydamerika. Den delas upp i två underarter med följande utbredning:
- Microspizias superciliosus fontanieri – förekommer från Nicaragua till västra Colombia och Ecuador
- Microspizias superciliosus superciliosus – förekommer i Sydamerika öster om Anderna till allra nordostligaste Argentina och Brasilien

### Släktestillhörighet
Traditionellt har arten placerats i det stora släktet Accipiter. Både osteologiska studier och DNA-studier visar dock att den endast är avlägset släkt med övriga arter i Accipiter. Pygméhöken har därför tillsammans med sin förmodade systerart halsbandshöken lyfts ut till ett eget släkte, Microspizias.

## Levnadssätt
Pygméhöken hittas i låglänt regnskog upp till 1800 meters höjd, dock troligen vanligen under 800 meter. Häckningsbiologin är dåligt känd, men tros häcka februari–juni i norr, oktober–januari i söder. Arten tros vara specialist på att jaga småfåglar.

## Status och hot
Världspopulationen av pygméhök är relativt liten och uppskattas till mellan 1 000 och 10 000 individer. Den tros minska i antal, dock inte tillräckligt kraftigt för att den ska betraktas som hotad. IUCN kategoriserar därför arten som livskraftig (LC).